# Hochwolkersdorf
Hochwolkersdorf osztrák község Alsó-Ausztria Bécsújhelyvidéki járásában. 2020 januárjában 1021 lakosa volt. 

## Elhelyezkedése

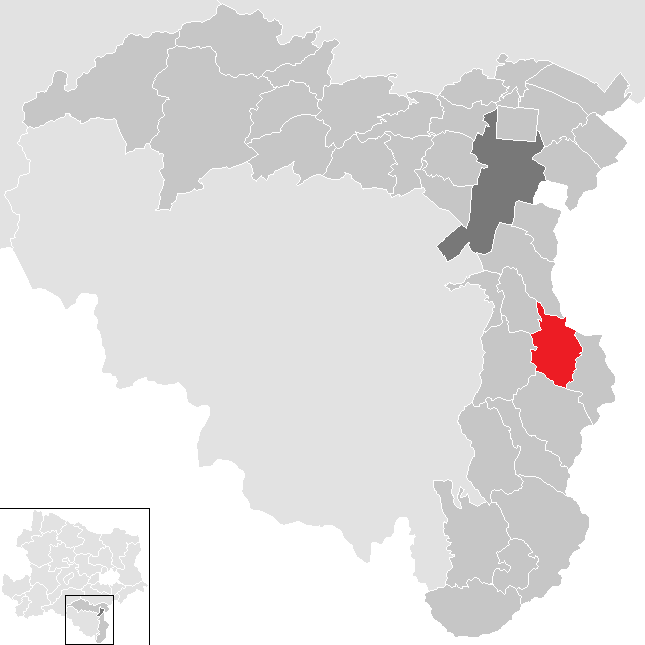
Hochwolkersdorf a Bécsújhelyvidéki járásban

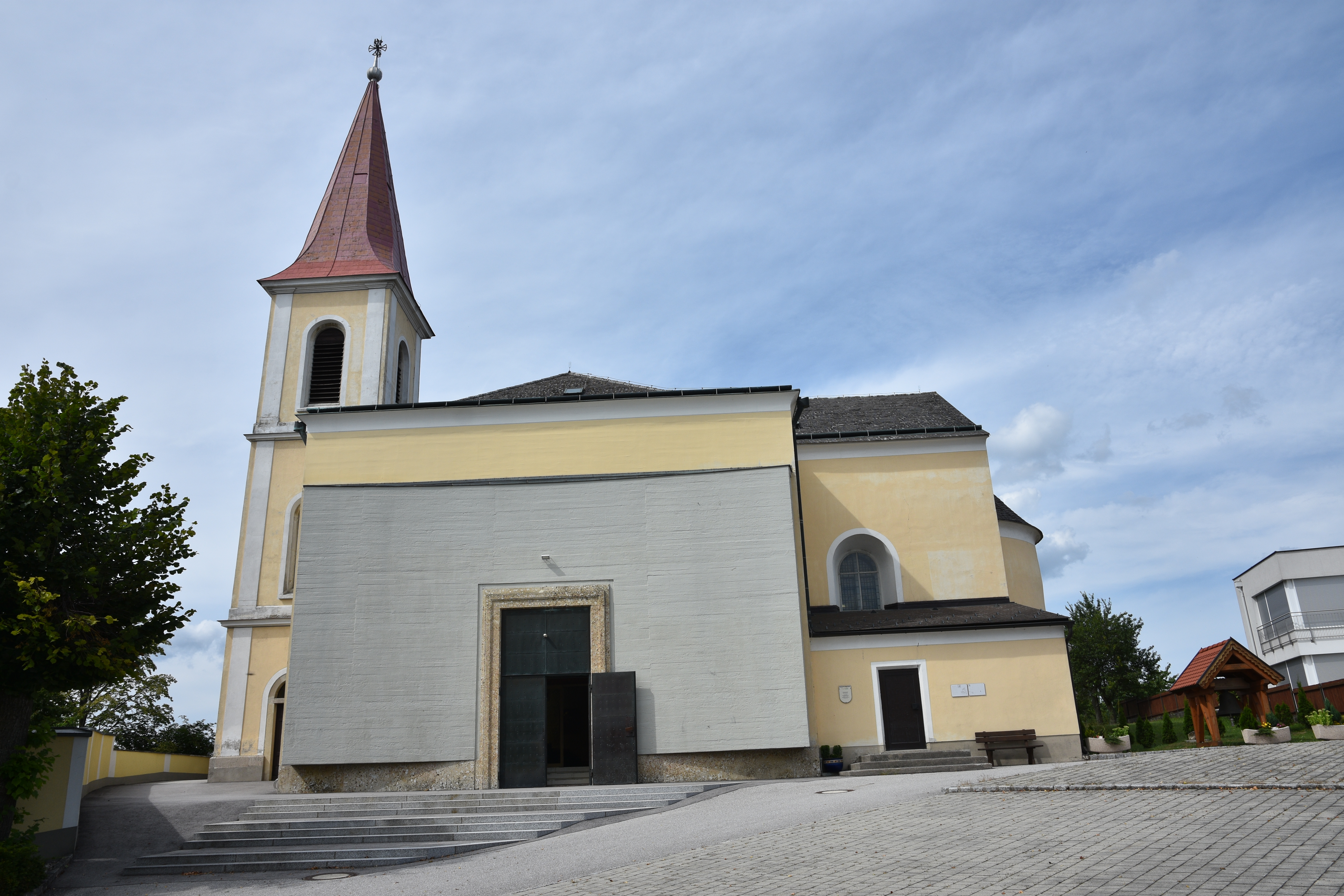
A Szt. Lőrinc-plébániatemplom

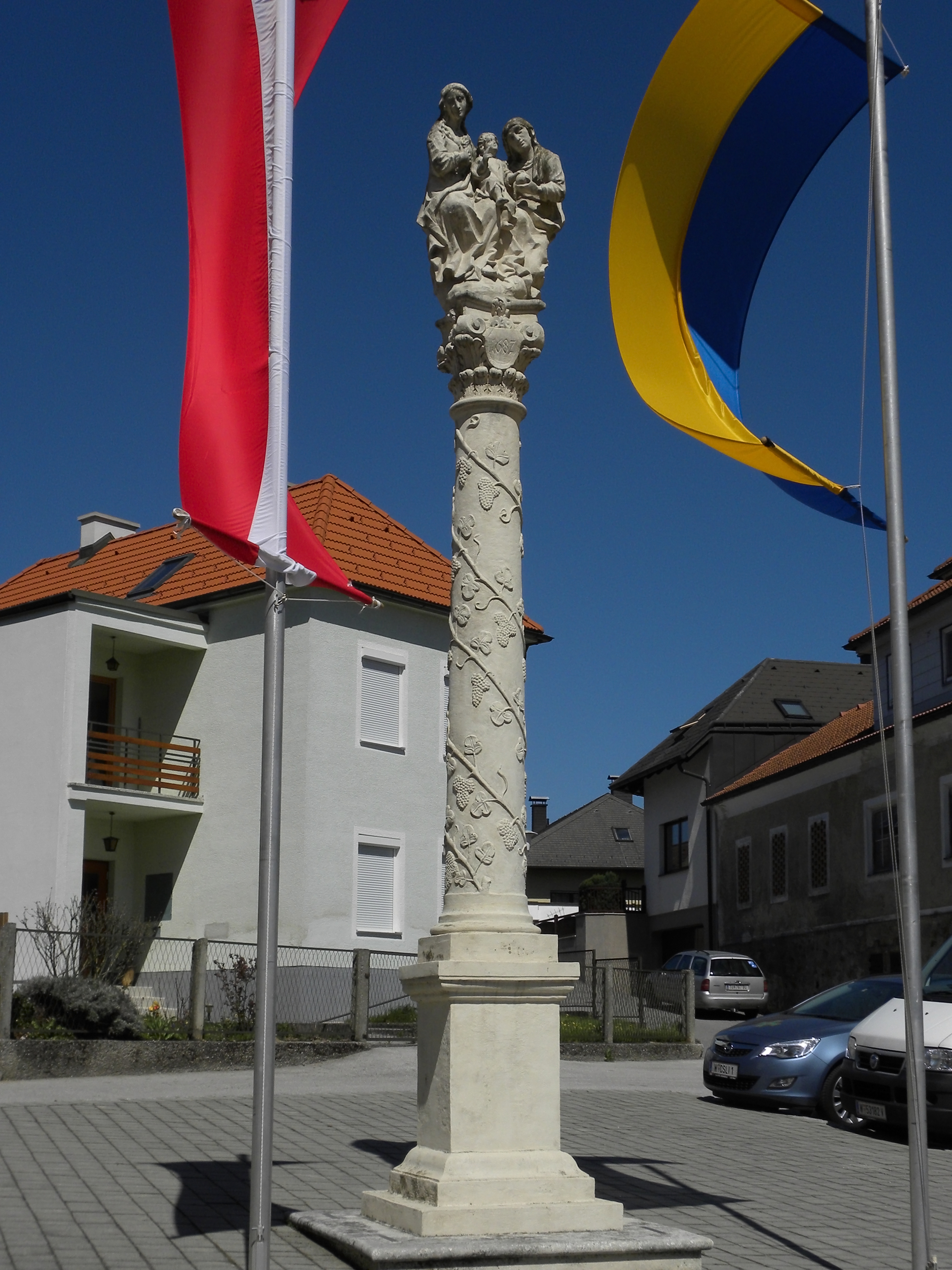
Az 1687-ben emelt Szt. Anna-Szűz Mária-Jézus-oszlop

Hochwolkersdorf a tartomány Industrieviertel régiójában fekszik a Bucklige Welt dombságon. Területének 60,1%-a erdő. Az önkormányzat 4 településrészt és falut egyesít: Hackbichl (44 lakos 2020-ban), Hochwolkersdorf (885), Hochwolkersdorf (Zerstreut) (85) és Rosenbrunn (7).
A környező önkormányzatok: délkeletre Schwarzenbach, délre Wiesmath, nyugatra Bromberg, északnyugatra Walpersbach, északra Lanzenkirchen, északkeletre Fraknó és Nagymarton (utóbbi kettő Burgenlandban).

## Története
Hochwolkersdorfot 1203-ban említik először. Nevét alapítójáról, Wolfker von Lanzenkirchenről kapta. A család kihalása után a falu IV., majd V. Albert hercegekhez került, tőlük a stájer Königsbergek kapták meg 1423-ban. Az évszázadok során többször gazdát cserélt, míg végül a 19. században a Bourgeois család szerezte meg. 1682-ben pestis dúlt a településen, a következő évben pedig a Bécset ostromló törökök fosztották ki. 1754-ben szinte az egész falu leégett. 1805-ben az akkori tulajdonosok, a Guldensteinek megépítették a kétszintes kastélyt. Az épületet 1908-ban a tartományi kormányzat vásárolta meg és árvaházat rendeztek be benne. 1917-1923 között Ferdinand Porsche autógyáros családjával együtt Holchwolkersdorfban nyaralt. Villájuk, a Luisenhütte, ma is látható. 
A második világháború végén 1945. március 31-én a Vörös Hadsereg ellenállás nélkül vonult be a községbe. A szovjetek itt rendezték be a Bécs ostromát irányító parancsnokságot. Itt tárgyalt az ellenállás vezetője, Carl Szokoll őrnagy Bécs harc nélküli feladásáról, később pedig Karl Renner az ideiglenes kormány felállításáról. 

## Lakosság
A hochwolkersdorfi önkormányzat területén 2020 januárjában 1021 fő élt. A lakosságszám 1981 óta valamivel 1000 fölötti értéken stagnál. 2018-ban az ittlakók 96,9%-a volt osztrák állampolgár; a külföldiek közül 0,4% a régi (2004 előtti), 2,1% az új EU-tagállamokból érkezett. 2001-ben a lakosok 93,1%-a római katolikusnak, 3,7% pedig felekezeten kívülinek vallotta magát. Ugyanekkor 2 magyar élt a községben. 
A népesség változása:

| 2016 | 1 005 |
| 2018 | 1 004 |

## Látnivalók
- a Szt. Lőrinc-plébániatemplom
- a hochwolkersdorfi kastély, ma ifjúsági otthon

## Fordítás
- Ez a szócikk részben vagy egészben  a   Hochwolkersdorf című német Wikipédia-szócikk ezen változatának fordításán alapul.  Az eredeti cikk szerkesztőit annak laptörténete sorolja fel. Ez a jelzés csupán a megfogalmazás eredetét és a szerzői jogokat jelzi, nem szolgál a cikkben szereplő információk forrásmegjelöléseként.